# Medetera viridicolor
Medetera viridicolor är en tvåvingeart som beskrevs av Becker 1922. Medetera viridicolor ingår i släktet Medetera och familjen styltflugor.
Artens utbredningsområde är Paraguay. Inga underarter finns listade i Catalogue of Life.